# Kapolondougou
Kapolondougou è un comune rurale del Mali facente parte del circondario di Sikasso, nella regione omonima.
Il comune è composto da 17 nuclei abitati:
- Fantéréla
- Kaara
- Kokouna
- Molasso
- Monkonkoro
- Montonbougou
- N'Goloperèbougou
- N'Jikouna
- N'Kroula (centro principale)
- N'Tiosso
- Nigoni
- Santani
- Tiagala
- Tièkorobougou
- Yéoulasso
- Zanana
- Zignébougou